# 陽柏翔
陽 柏翔（よう ぼうしゃん、ウェード式：Yang Po-hsiang（ヤン・ボーシャン）、2005年1月23日 - ）は、台湾台東市出身のプロ野球選手（内野手）。右投左打。東北楽天ゴールデンイーグルス所属。

## 経歴

### プロ入り前
台湾原住民族のアミ族の生まれ。2022年春に来日し、明秀学園日立高等学校に転入した。当初は2021年に来日予定であったが、新型コロナウイルスの流行により1年遅れることとなった。チームにはムードメーカーや、中軸として貢献した。
2023年のNPBドラフト会議では指名漏れするも、同年に行われたベースボール・チャレンジ・リーグ（ルートインBCリーグ）のドラフト会議で、茨城アストロプラネッツから特別合格枠で指名された。

### 茨城時代
2024年は、54試合に出場。打率.250、20打点、21盗塁を記録した。同年のドラフト会議で東北楽天ゴールデンイーグルスから6位指名を受けた。また、同僚の大友宗も福岡ソフトバンクホークスから育成選手ドラフト3位で指名された。11月26日に契約交渉に臨み、契約金2500万円、年俸550万円で入団に合意した。背番号は75。

## 選手としての特徴
50m6秒0を記録する俊足の持ち主で、走攻守揃った遊撃手。

## 人物
陽岱鋼は親戚にあたり、目標としている。
黄錦豪とは台東に住んでいた頃から知り合いで、連絡も取っている。

## 詳細情報

### 独立リーグでの打撃成績
| 年 度     | 球 団     | 試 合 | 打 席 | 打 数 | 得 点 | 安 打 | 二 塁 打 | 三 塁 打 | 本 塁 打 | 塁 打 | 打 点 | 盗 塁 | 盗 塁 死 | 犠 打 | 犠 飛 | 四 球 | 敬 遠 | 死 球 | 三 振 | 併 殺 打 | 打 率 | 出 塁 率 | 長 打 率 | O P S |
| --------- | --------- | ----- | ----- | ----- | ----- | ----- | -------- | -------- | -------- | ----- | ----- | ----- | -------- | ----- | ----- | ----- | ----- | ----- | ----- | -------- | ----- | -------- | -------- | ----- |
| 2024      | 茨城      | 54    | 209   | 180   | 21    | 45    | 5        | 4        | 0        | 58    | 20    | 21    | 10       | 9     | 2     | 16    | -     | 2     | 41    | 2        | .250  | .315     | .322     | .637  |
| 通算：1年 | 通算：1年 | 54    | 209   | 180   | 21    | 45    | 5        | 4        | 0        | 58    | 20    | 21    | 10       | 9     | 2     | 16    | -     | 2     | 41    | 2        | .250  | .315     | .322     | .637  |

- 2024年度シーズン終了時
- 各年度の太字はリーグ最高

### 背番号
- 9（2024年[4]）
- 75（2025年[6] - ）